# باوهاوس

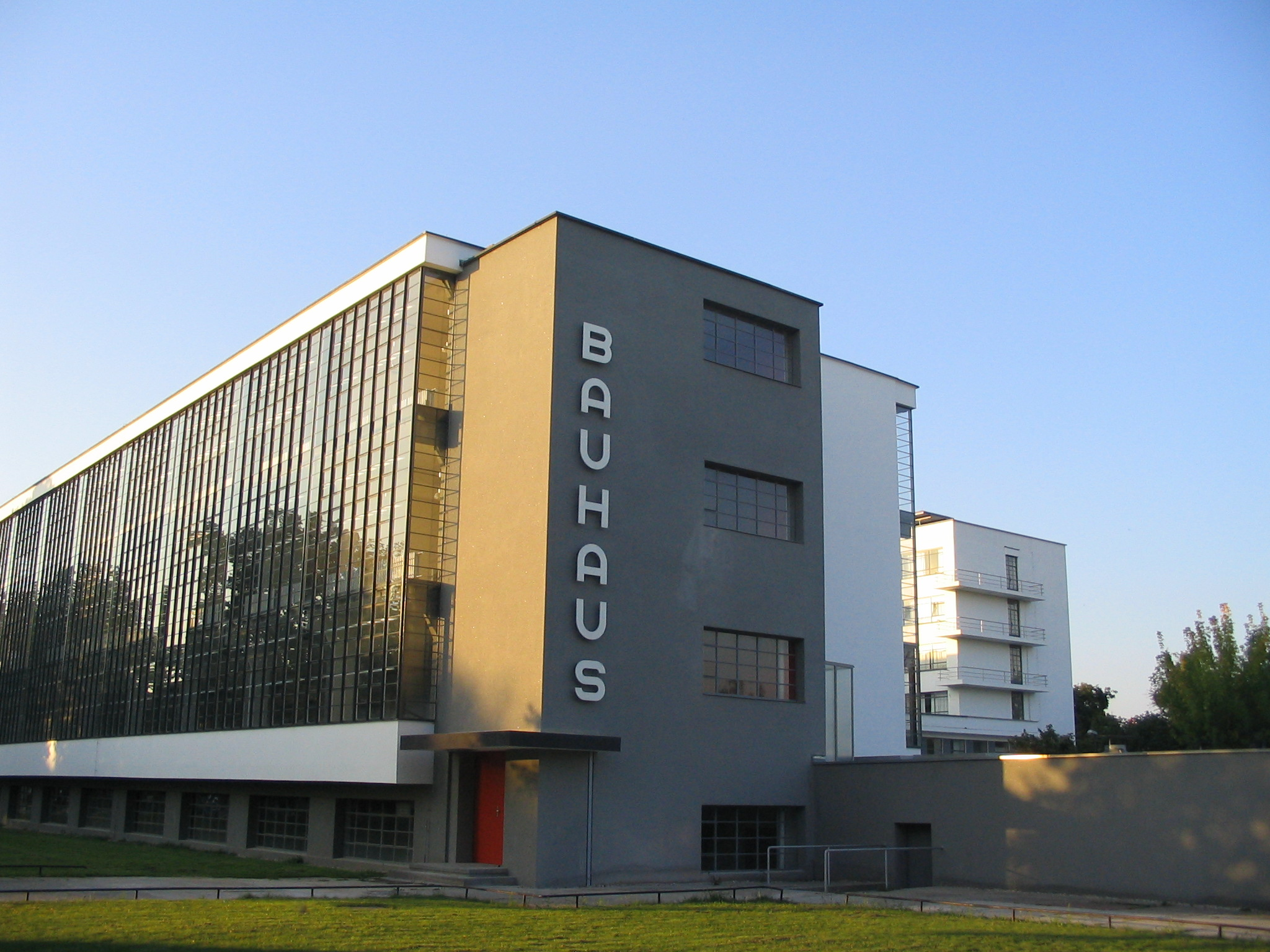
مقر أكاديمية باوهاوس في ديساو

باوهاوس (بالألمانية: Bauhaus) (أي دار البناء) هو مصطلح يشير إلى مدرسة فنية نشأت في ألمانيا كانت مهمتها الدمج بين الحرفة والفنون الجميلة أو ما يسمى بالفنون التشكيلية كالرسم، التلوين، النحت والعمارة من بين الفنون السبعة. تأسست في مدينة فايمر الألمانية.
كان للباوهاوس تأثير كبير على الفن والهندسة المعمارية والديكور والتصميم الخارجي والطباعة وتصميم الجرافيك. يعتبر أسلوب الباوهاوس في التصميم من أكثر تيارات الفن الحديث تأثيراً في الهندسة والتصميم في الفن المعاصر.
قام بإيجاد المدرسة المهندس المعماري الألماني والتر غروبيوس عام 1919م في فايمار في ألمانيا إلى حين أن انتقلت إلى ديساو عام 1925 ثم إلى برلين عام 1932م حيث اغلقها رئيسها (ميس) عام 1933 ميلادي قبل ان يغلقها النظام النازي الحاكم آنذاك بدعوى انها عالمية الطراز مما يساهم في ضياع الهوية الألمانية، ولم يبقى منها سوى متحف في برلين.
يعتبر مبنى مدرسة الباوهاوس الأولى في ألمانيا أحد المواقع الموجودة على لائحة اليونسكو لمواقع التراث العالمي.
بعد أن تم إغلاق الأكاديمية في ألمانيا أجبر فنانو الباوهاوس على الهجرة بحثاً عن وسيلة للعيش. هاجر معظم الفنانين إلى الولايات المتحدة الأمريكية من ضمنهم مؤسس المدرسة والتر غروبيوس الذي ساهم في تشييد برجي التجارة العالمية، مما ساعد في نشر طراز هذه المدرسة بشكل أكبر.

## التسمية
جاءت تسمية باوهاوس من الاسم الألماني «باو» (بالألمانية: Bau) والذي يعني بناء و«هاوس» (بالألمانية: haus) والتي تعني دار.

## الطراز والأساس الفكري

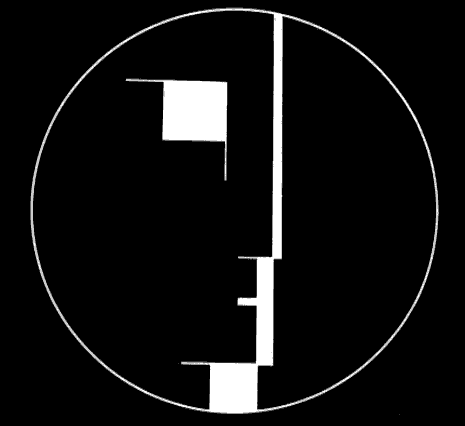
شعار أكاديمية الباوهاوس

الِنيَّة الحقيقية (الأساسية) لوالتر غريبيوس وهنري فون دي فالدي كانت تحرير الفن من الصناعة وإحياء الحرفة من جديد وبالتالي كان
الابتعاد عن الزخرفة الزائدة التي كانت ميزة الفن في أوروبا خلال حقبة ماقبل القرن العشرين أمرا لابد منه. التبسيط والتجربة والعودة إلى الشكل الأساسي كان من الأساسيات التي تلاحظ في أعمال الباوهاوس.
كما تعتمد على استخدام الألوان الأساسية حيث يتركز استخدام الألوان على الأحمر والأزرق والأصفر. كما يلاحظ في طراز الباوهاوس التركيز على الاشكال الهندسية الأساسية (الدائرة والمربع والمثلث) واستخدام الخطوط والابتعاد عن المركزية في وضعية الصورة. كما يمكن ملاحظة الفراغ الواسع نسبياً في تصاميم الباوهاوس واستخدام نمط معين في طباعة الحروف. إضافة إلى ادخال التصوير الفوتوغرافي ومونتاج الصور إلى الفن الجميل.
يرى العديد من الناقدين أن الباهاوس لم تكن ذات طراز معين بحد ذاتها بقدر ما أنها كانت وسيلة فتحت ابداعاً غير محدد بطراز أو ضوابط معينة.

## التأثر والتأثير
يلاحظ أن مدرسة باوهاوس تجمع ما بين المدرسة التكعيبية والتعبيرية. كما أنها قد تأثرت بافكار الفنان الإنكليزي وليم موريس من ناحية محاولة الدمج بين الحرفة والفنون الجميلة.
ويقول “د. أسعد عرابي” عن أهميّة مدرسة "الباوهاوس"، وتأثيرها على اتجاهات فنية أخرى، وكذلك ظهور تعاون الفنون في أعمال أتباع هذه المدرسة، في سياق حديثه عنها: [ترعرعت ما بين الحربين، قبل أن يهاجر بعض أعمدتها إلى الولايات المتحدة في أعقاب الحرب العالمية الثانية، ولتلعب دوراً محرّكاً- بتعاليمها وعقائدها التربويّة- في دفع الاتجاهات الهندسية والاختصارية (Le Minimalisme)، ثم ترتد موجاتها إلى محترفات الشاطئ الأوروبي من جديد خاصة إلى إنجلترا، اعتمدت هذه المدرسة على إعادة توحيد الفنون حول العمارة واندماجها في النسيج الحضاري والبيئي.. (…).. أمّا "فيكتور فازاريللي" (Victor Vasarelly) (الذي يمثّل الجيل الثاني في الباوهاوس في بودابست) فقد استخرج “أوهامه البصرية" من الالتباس اللوني في الانطباعية والالتباس في الشكل والخط “الباوهاوسي”، إن نظرة تأملية لمتحفه في "إكس إن بروفانس" (الذي صممه بنفسه مبشراً بدعواته النظرية) تكشف هاجس وحدة العمارة والتصميم الصناعي مع أنواع الفنون والحرف..]

## جمع الفنون
ويقول الدكتور “محمود أمهز” عن مدرسة «الباوهاوس» مظهرا أهدافها حول تعاون بعض من الفنون السبعة فيها وخصوصاً التشكيليّة منها وهي (الرسم، التلوين}، النحت والعمارة): [ لم تكن أهداف الباوهاوس بعيدة عن أهداف حركة دوستيل في هولندا، أو البناءويّة في روسيا، أو ما كان يسعى إليه لوكوربوزيه في فرنسا. ذلك أن أفكاراً مماثلة كانت، منذ بداية هذه المرحلة، قد انتشرت في ألمانيا، داعية إلى الجمع بين الفنون ضمن إطار العمارة، “الهدف الأسمى لكل إبداع فنّي” في نظر غروبيوس. فالعمل الفنّي التزييني المرتبط بالبناء، وليد هذا النشاط المشترك للمصورين والنحاتين والمعماريّين، يصبح، على غرار ما شهدته القرون الوسطى، المهمة الأرفع شأناً في الفنون التشكيلية. ]
وكذلك فقد تحدّث عنها “د. أسعد عرابي”: [ أما "مدرسة الباوهاوس” فكان تأسيسها استجابة إلى شمولية المهندس المعماري غروبيوس الذي جمع فيها شتى الفنون والصناعات حول العمارة والتنظيم المدني. برز فيها مدرسون مصورون وموسيقيون في آن على رأسهم، بول كلي الذي كان يدعو دوماً إلى الإنصات إلى اللون عن طريق العين، ومصوّرون مسرحيون مثل شلايمر الذي كان يصمم العرائس ومطابقات ديكورات الموسيقى المشهديّة، وقد أدت التجارب التوليفية لهؤلاء إلى ثمرات فن “الوهم البصري” في مدرسة بودابست "للباوهاوس” وأصبح التراشح على أشده بين هندسات هربان برامج فازاريللي، مع موسيقى بيللا بارتوك واكسيناغيس، ثم بدأت الدعوات الصريحة لموسيقيين توليفيين مثل أريك ساتي ومصورين مثل كوبكا.]

## متحف باوهاوس
متحف الباوهاوس  هو أخر ما تبقى من مدرسة باوهاوس، ويقع في مدينة برلين ويضم الأعمال والفنون التشكيلية الشاملة لأربع مراحل مرت بها مدرسة باوهاوس. يتألف المتحف من طابقين، ويضم الطابق الأول 3 أقسام لتخصصات الباوهاوس وهي الفن التشكيلي في الباوهاوس، والباوهاوس كمدرسة بناء معمارية وصناعية، وقسم الأرشيف.
أما الطابق الثاني فيضم مقهى ومكتبة ومتجر يتم فيه بيع القطع التذكارية والأفلام الوثائقية والكتب.

## إمبرالية الباوهاوس
بعد أن نشأت حركة الباوهاوس في ألمانية عند انتهاء الحرب العالمة الأولى، تزامن ذلك مع بداية الهجرات الصهيونية نظراً لصعود الاشتراكية والنازية من أوربا إلى فلسطين في ظل وجود الانتداب البريطاني،وكانت فلسطين في تلك الفترة تستقبل مفهوم الحداثة في العمارة، وشهدت التحولات التي تأثرت بالعمارة الأوربية،ورافق هذه الهجرات تغيرات في التخطيط العمراني والمعماري الفلسطيني،وتشكيل طابع معماري ثقافي جديد في فلسطين الانتدابية،حيث أنه  كان من ضمن المهاجرين مجموعات من الفنانين والمهندسين المعماريين من ضمنهم المهاجرين من مدرسة الباوهاوس في ألمانيا،التي ظهر فيها مفهوم البناء الجديد،لا شك أن فلسطين وفي ظل هذه الظروف التي تستعد فيها بريطانيا لتشكيل وطن صهيوني للمهاجرين إلى فلسطين،وتأثرها بعدد من الحركات الفنية المعمارية الدخيلة من ضمنها عمارة باوهاوس التي حظيت بدور مهم وكبير في توطين ودعم فكرة الصهيونية في فلسطين،وعززت المشروع الصهيوني،حيث برزت كفكرة استقبال لهؤلاء المهاجرين،وبؤرة جذب لهم.يهدف هذا البحث إلى توضيح ارتباط مفهوم الباوهاوس بالصهيونية،وكيف استغل الاحتلال الصهيوني مبادئ وأفكار وتوجهات مدرسة الباوهاوس في دعم المشروع الاستيطاني الصهيوني في الأراضي الفلسطينية،وكيف سعت الصهيونية لتكوين هوية معمارية ثقافية جديدة وتكوين طاب استعماري ضمن التاريخ الخاص بما تسمى إسرائيل،وطمس الحضارة والبنية العمرانية الفلسطينية.
قام العديد من المعماريين الصهيانة بالهجرة من أوروبا إلى فلسطين، ونتج عن ذلك هدم هدم البيوت القديمة والتراث الفلسطيني واستبداله بعالم جديد من الخرسانة والحديد، والذي تحول فيما بعد إلى كارثة إنسانية ومعمارية في فلسطين، حيث تم بناء 4 آلاف مبنى جدية بأسلوب الباوهاوس في مدينة يافا على أنقاض البيوت القرى الفلسطينية المهجرة إثر النكبة، وهي ما تعرف الآن بمدينة تل أبيب، بهذا تكون عمارة الباوهاوس في فلسطين نمت على فكرة الهدم ومحو الذاكرة ثم البناء والمواطنة غير الشرعية، والتي تمثلت بالمساكن الخرسانية التي مهدت لوجود الاحتلال من خلال العمارة. استغل الاحتلال الصهيوني حركة الباوهاوس لإنشاء هوية معمارية وعمرانية له على الأراضي الفلسطينية، لاستيعاب الهجرات الصهيونية إلى فلسطين، وطمس معالم العمارة والهوية والتاريخ الفلسطيني. قام الاحتلال الصهيوني بإعلان مدينة تل أبيب في التراث العالمي لليونسكو عام 2003، كموقع مهم يجسد عمارة الباوهاوس، والتي تعطي الشرعية الاستيطانية للمشروع الصهيوني الاستيطاني في الأراضي الفلسطينية المحتلة.

## معرض صور

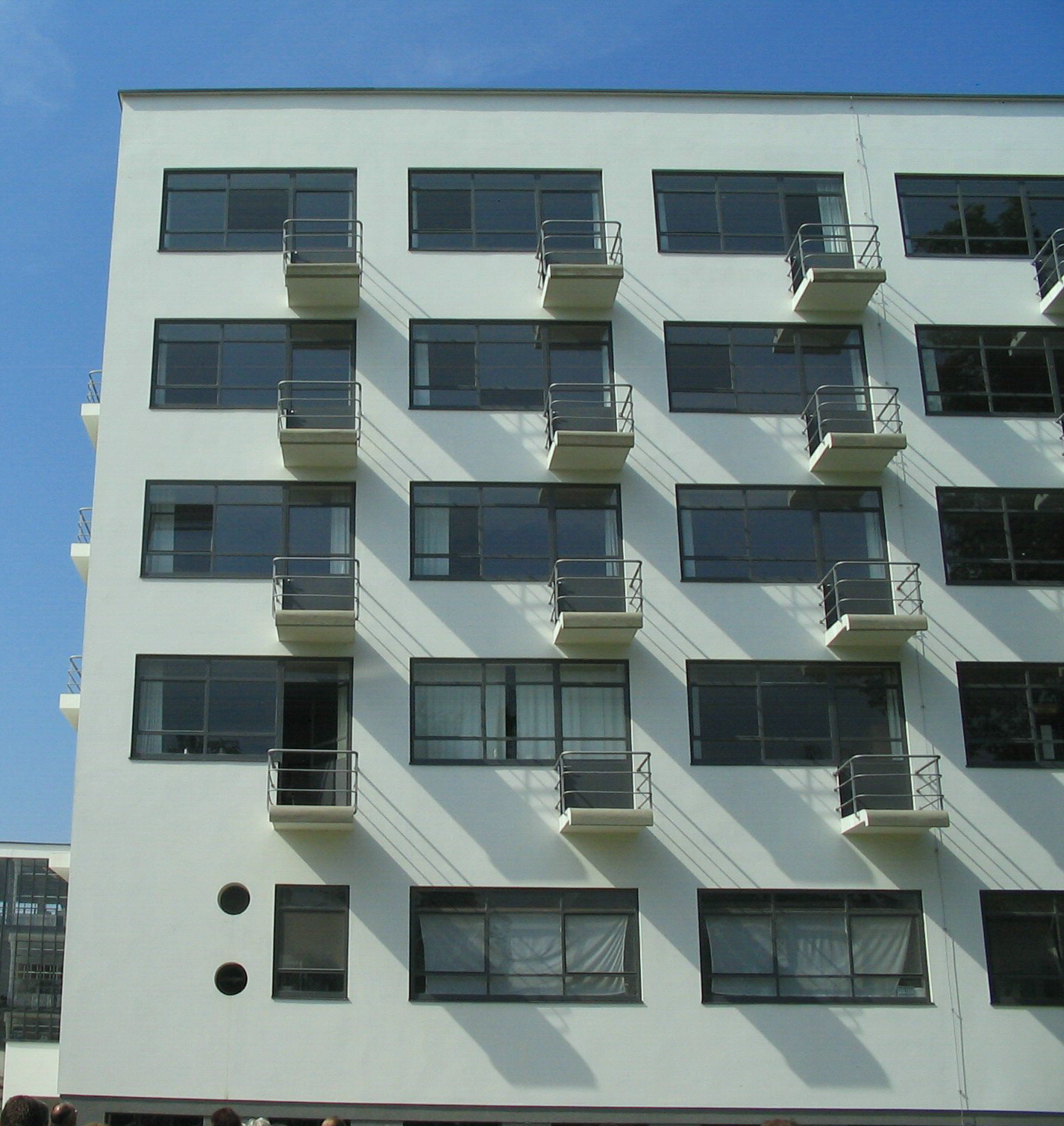
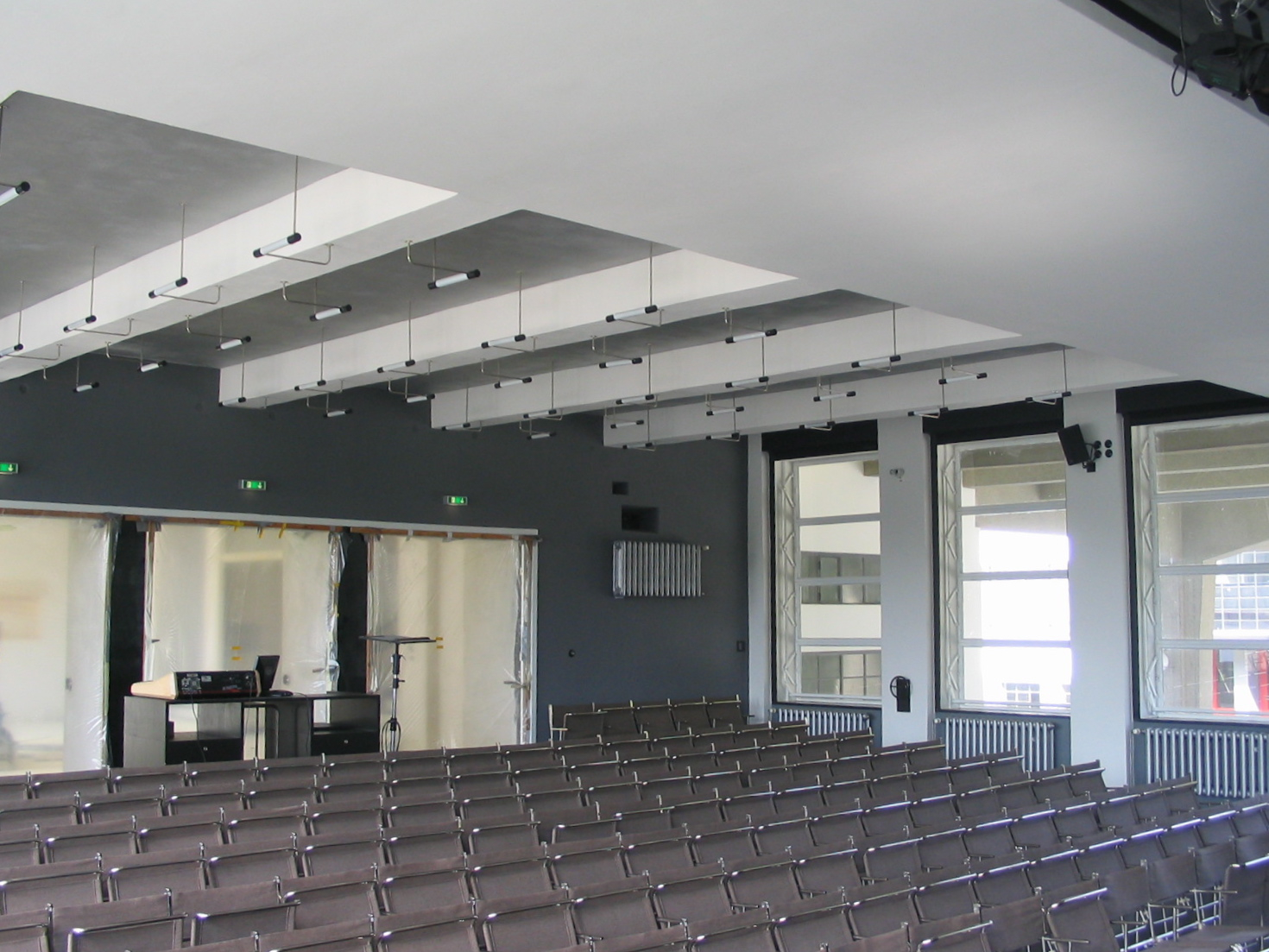
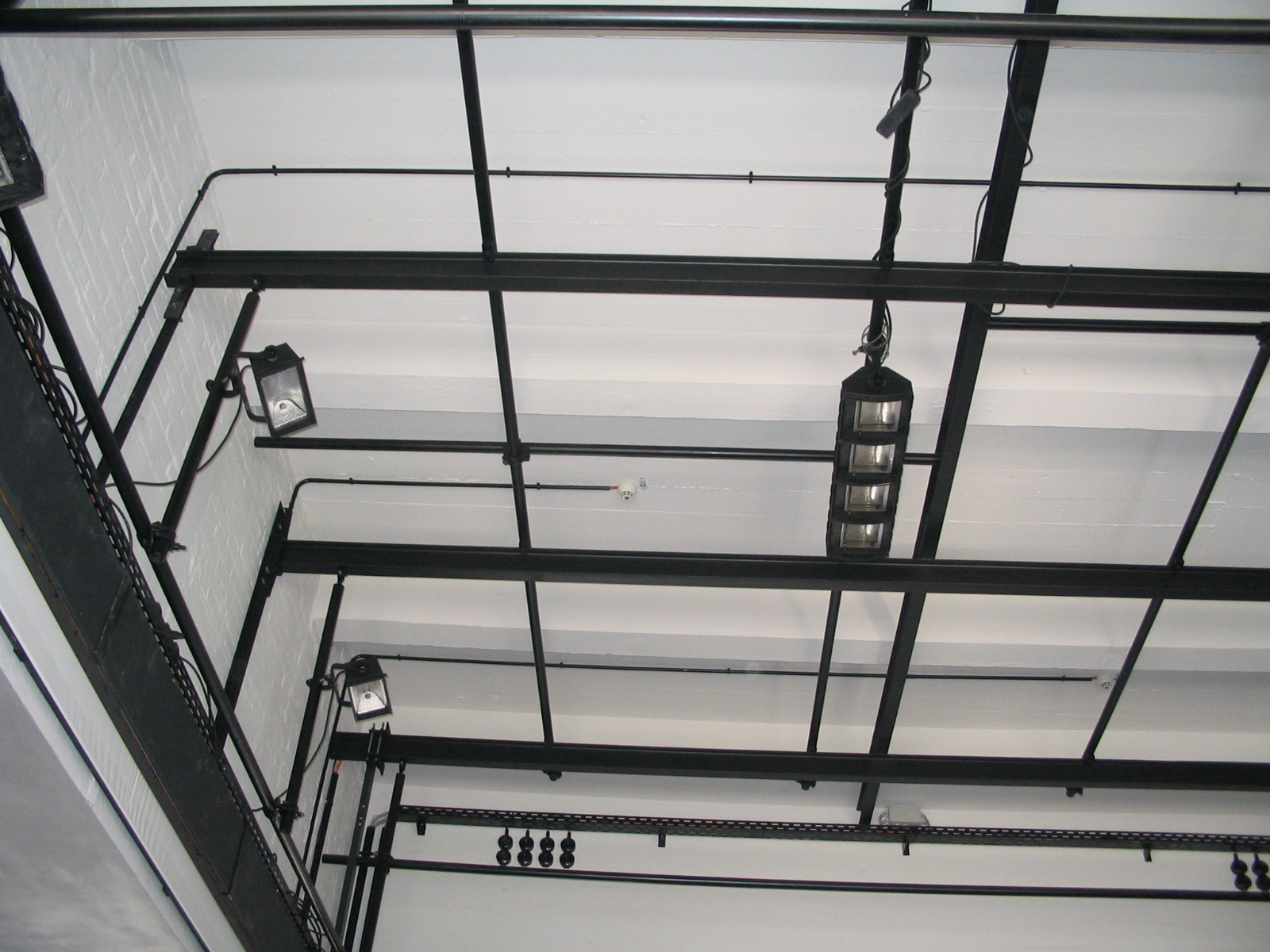
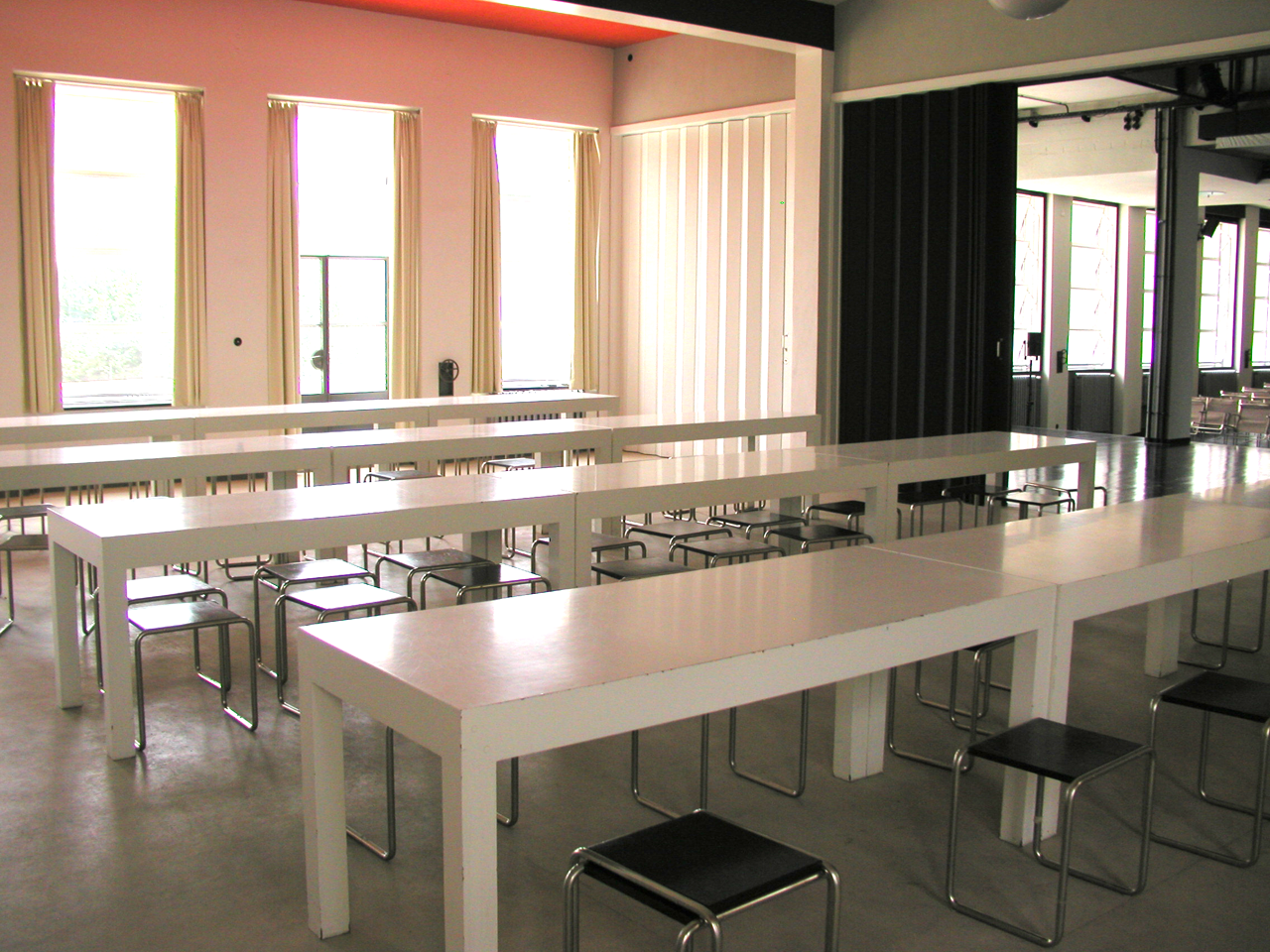
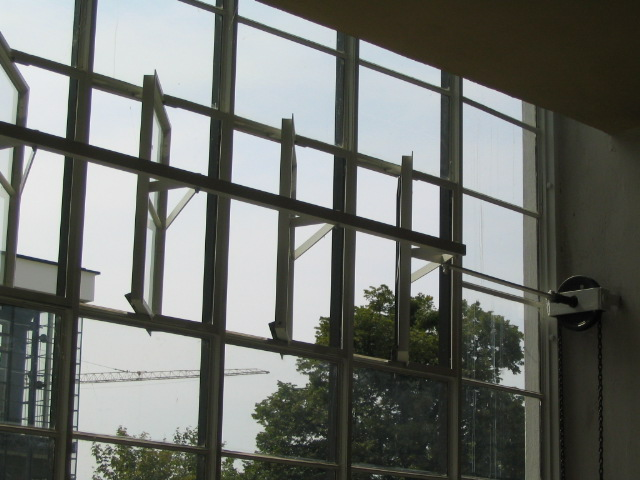